# Cimicifuga nanchuanensis
Cimicifuga nanchuanensis là một loài thực vật có hoa trong họ Mao lương. Loài này được P.G. Xiao mô tả khoa học đầu tiên năm 1965.